# Christina Obergföll
Christina Obergföll (Lahr/Schwarzwald, 22 agosto 1981) è una giavellottista tedesca. Ha partecipato a quattro edizioni dei Giochi Olimpici, vincendo due medaglie.

## Palmarès
| Anno | Manifestazione    | Sede           | Evento                 | Risultato      | Prestazione | Note                                     |
| ---- | ----------------- | -------------- | ---------------------- | -------------- | ----------- | ---------------------------------------- |
| 2000 | Mondiali juniores | Santiago       | Lancio del giavellotto | 8ª             | 50,23 m     |                                          |
| 2001 | Europei under 23  | Amsterdam      | Lancio del giavellotto | 9ª             | 51,77 m     |                                          |
| 2003 | Europei under 23  | Bydgoszcz      | Lancio del giavellotto | 8ª             | 54,28 m     |                                          |
| 2003 | Universiadi       | Taegu          | Lancio del giavellotto | 8ª             | 53,38 m     |                                          |
| 2004 | Giochi olimpici   | Atene          | Lancio del giavellotto | Qualificazione | 60,41 m     |                                          |
| 2005 | Mondiali          | Helsinki       | Lancio del giavellotto | Argento        | 70,03 m     | Record europeo                           |
| 2006 | Europei           | Göteborg       | Lancio del giavellotto | 4ª             | 61,89 m     |                                          |
| 2007 | Mondiali          | Osaka          | Lancio del giavellotto | Argento        | 66,46 m     |                                          |
| 2008 | Giochi olimpici   | Pechino        | Lancio del giavellotto | Argento        | 66,13 m     |                                          |
| 2009 | Mondiali          | Berlino        | Lancio del giavellotto | 4ª             | 64,34 m     |                                          |
| 2010 | Europei           | Barcellona     | Lancio del giavellotto | Argento        | 65,58 m     | Miglior prestazione personale            |
| 2011 | Mondiali          | Taegu          | Lancio del giavellotto | Bronzo         | 65,24 m     |                                          |
| 2012 | Europei           | Helsinki       | Lancio del giavellotto | Argento        | 65,12 m     |                                          |
| 2012 | Giochi olimpici   | Londra         | Lancio del giavellotto | Argento        | 65,16 m     |                                          |
| 2013 | Mondiali          | Mosca          | Lancio del giavellotto | Oro            | 69,02 m     | Miglior prestazione personale stagionale |
| 2015 | Mondiali          | Pechino        | Lancio del giavellotto | 4ª             | 64,91 m     | Miglior prestazione personale stagionale |
| 2016 | Giochi olimpici   | Rio de Janeiro | Lancio del giavellotto | 8ª             | 62,92 m     |                                          |

## Altre competizioni internazionali
2009
- Campionati europei a squadre di atletica leggera ( Leiria)

2011
- Campionati europei a squadre di atletica leggera ( Stoccolma)
- Vincitrice della Diamond League nella specialità del lancio del giavellotto (28 punti)

2013
- Campionati europei a squadre di atletica leggera ( Gateshead)
- Vincitrice della Diamond League nella specialità del lancio del giavellotto (25 punti)